# Frank Pearce
Pour les articles homonymes, voir Pearce.
Frank Pearce est l’un des trois cofondateurs de Silicon & Synapse qui deviendra plus tard Blizzard Entertainment. Il occupait  les fonctions de vice-président et de producteur délégué du jeu vidéo World of Warcraft.
Le 19 juillet 2019, il annonce par le biais d'un communiqué officiel son départ de Blizzard Entertainment